# Kaarle McCulloch
Kaarle McCulloch (Campbelltown, Nova Gal·les del Sud, 20 de gener de 1988) és una ciclista australiana, especialista en la pista. Ha guanyat una medalla de bronze als Jocs Olímpics de Londres i tres Campionats del Món. Tots aquests triomfs han estat en la modalitat de Velocitat per equips i fent parella amb Anna Meares.

## Palmarès
- 2007
  -  Campiona d'Oceania en 500 m.
  -  Campiona d'Oceania en keirin
  -  Campiona d'Oceania en velocitat per equips (amb Kerrie Meares)
- 2008
  -  Campiona d'Oceania en 500 m.
  -  Campiona d'Oceania en velocitat per equips (amb Kerrie Meares)
  -  Campiona d'Austràlia en 500 metres contrarellotge
  -  Campiona d'Austràlia en keirin
  -  Campiona d'Austràlia en velocitat
- 2009
  -  Campiona del Món en velocitat per equips (amb Anna Meares)
- 2010
  -  Campiona del Món en velocitat per equips (amb Anna Meares)
  - Campiona als Jocs de la Commonwealth en velocitat per equips (amb Anna Meares)
  -  Campiona d'Oceania en 500 m.
  -  Campiona d'Oceania en velocitat per equips (amb Emily Rosemond)
  -  Campiona d'Austràlia en 500 metres contrarellotge
  -  Campiona d'Austràlia en keirin
  -  Campiona d'Austràlia en velocitat
  -  Campiona d'Austràlia en velocitat per equips (amb Madison Law)
- 2011
  -  Campiona del Món en velocitat per equips, amb Anna Meares
  -  Campiona d'Austràlia en 500 metres contrarellotge
  -  Campiona d'Austràlia en velocitat per equips (amb Cassandra Kell)
- 2012
  -  Medalla de bronze als Jocs Olímpics del 2012 en velocitat per equips (amb Anna Meares)
  -  Campiona d'Oceania en 500 m.
  -  Campiona d'Oceania en velocitat
  -  Campiona d'Austràlia en 500 metres contrarellotge
- 2013
  -  Campiona d'Oceania en velocitat per equips (amb Stephanie Morton)
  -  Campiona d'Austràlia en 500 metres contrarellotge
  -  Campiona d'Austràlia en velocitat per equips (amb Stephanie Morton)
- 2014
  -  Campiona d'Oceania en velocitat per equips (amb Stephanie Morton)
- 2015
  -  Campiona d'Oceania en 500 m.
  -  Campiona d'Oceania en velocitat
  -  Campiona d'Oceania en velocitat per equips (amb Anna Meares)
- 2016
  -  Campiona d'Oceania en 500 m.
  -  Campiona d'Oceania en velocitat
- 2017
  -  Campiona d'Oceania en 500 m.
  -  Campiona d'Oceania en velocitat per equips (amb Stephanie Morton)

### Resultats a laCopa del Món
- 2008-2009
  - 1a a Copenhaguen, en Velocitat per equips
- 2009-2010
  - 1a a Manchester, en Velocitat per equips
- 2010-2011
  - 1a a Manchester, en Velocitat per equips
- 2011-2012
  - 1a a Astanà, en Velocitat per equips
- 2012-2013
  - 1a a Aguascalientes, en Velocitat per equips
- 2014-2015
  - 1a a Guadalajara, en Velocitat per equips